# William Galbraith (Leichtathlet)
William Galbraith (William John Breden Galbraith; * 24. Januar 1885 in Montreal; † 12. Oktober 1937 in Toronto) war ein kanadischer Mittelstrecken-, Langstreckenläufer und Hindernisläufer.
Bei den Olympischen Spielen 1908 in London wurde er Sechster über 3200 m Hindernis. Über 1500 m und fünf Meilen schied er im Vorlauf aus.